# Benoît Badiashile
Pour les articles homonymes, voir Badiashile.
Benoît Badiashile, né le 26 mars 2001 à Limoges, est un footballeur international français. Il joue au poste de défenseur central au Chelsea FC.
Il est sélectionné en équipe de France depuis 2022.

## Biographie
D’origine congolaise, Benoît est né à Limoges le 26 mars 2001 au sein d'une fratrie de quatre sœurs et d'un frère. Son père est architecte et sa mère est aide-soignante. Dès son jeune âge il découvre sa passion pour le foot lorsqu’il accompagne avec son père, son grand frère Loïc Badiashile à l’entraînement. Après plusieurs bonnes saisons avec son club de Malesherbes, c'est Monaco qui vient le chercher dans son petit club du Loiret. Alors convoité par plusieurs grands clubs européens, il signe son premier contrat professionnel en février 2018, avec l'AS Monaco, à l'âge de 16 ans.

### Débuts professionnels à Monaco

#### Première saison en professionnel (2018-2019)
Il joue son premier match le 11 novembre 2018 contre le PSG (défaite 4 buts à 0), où il est aligné comme titulaire. Quelques jours plus tard, il fait ses débuts en Ligue des champions. Le 28 novembre, il est titularisé en défense centrale lors du match contre l'Atlético de Madrid, devenant un des premiers joueurs nés au XXIe siècle à commencer un match de C1, avec son coéquipier Han-Noah Massengo. Le 11 décembre 2019, à l'issue d'une conférence de presse d'avant-match comptant pour le match de Ligue des Champions contre le Borussia Dortmund, il oublie de remettre sa chaise en place et s'apprête à quitter l'estrade. Son coach Thierry Henry lui envoie un regard assassin et fait un geste sans équivoque lui rappelant les bonnes manières. Il pousse alors sa chaise pour la remettre en place. Cet épisode sera largement repris par les médias,. 
Après la mi-saison 2018-19, il marque son premier but face à Nice. En février 2019, il joue souvent grâce au retour de Leonardo Jardim.

#### Deuxième saison tronquée (2019-2020)
Le 8 mai 2020, il est inclus dans le top 50 — à la 39e position — des meilleurs jeunes au niveau mondial par le site spécialisé de Football Talent Scout. Le 5 octobre 2019, il commet une erreur défensive qui offre le premier but au Montpellier HSC, ce sera le tournant du match puisque Montpellier et déroulera après ce premier but et gagnera finalement 3-1. Le 19 décembre 2019, il prolonge son contrat jusqu'en 2024, auréolant ainsi son début de carrière au sein de son club formateur.

#### Troisième saison et confirmation (2020-2021)
Son bon début de saison 2020-2021 - il marque notamment dès la première journée face à Reims - lui vaut un premier appel en équipe de France espoirs à partir de septembre. Lors de la deuxième journée de Ligue 1 sur le terrain du FC Metz, il envoie une reprise de volée surpuissante de son pied gauche dans la lucarne. Grâce à ce but, Monaco gagne le match sur le score de 1-0, glanant 4 points en deux journées. Il est élu joueur du mois d'août par les supporters monégasques.
Pour le compte de la 25ème journée de Ligue 1, il délivre une passe décisive sur une remise de la tête au bout du temps additionnel pour son capitaine Wissam Ben Yedder qui égalise d'une reprise limpide en pleine lucarne, sauvant un point face au FC Lorient. C'est d'ailleurs lors de ce match qu'il joue son 70ème match toutes compétitions confondues avec Monaco. Plus tard, dans la saison, il joue son 70ème match en Ligue 1 avec Monaco en gagnant contre le Stade Rennais 2-1. Le 19 mai 2021, il entre en jeu lors de la finale de la Coupe de France mais ne parvient pas à aider son équipe à inverser la tendance contre le Paris-Saint-Germain.

#### Quatrième saison et leader de l'équipe (2021-2022)
Il joue son 100ème match avec l'AS Monaco en professionnel lors du déplacement à Brest le 31 octobre 2021. Il offre une passe décisive lors de la victoire contre la Real Sociedad lors de la cinquième journée de la Ligue Europa 2021-2022, Monaco se qualifie directement pour les huitièmes de finale de la compétition à l'issue de la rencontre. Il est l'un des joueurs les plus utilisés successivement par Niko Kovac, puis par Philippe Clément. Lors de la dernière journée, il égalise sur corner du pied droit contre le RC Lens et participe activement à ramener un point de Felix-Bollaert. Finalement, Monaco finit 3ème du championnat et se qualifie encore pour le 3ème tour préliminaire de la Ligue des Champions 2022-2023.

#### Cinquième saison, découverte de l'Equipe de France (fin 2022)
Il inscrit un but de la tête sur corner contre le RC Lens lors de la défaite à domicile de son équipe 4-1. Le 11 septembre, il inscrit un nouveau but sur corner pour une victoire 2-1 contre l'Olympique Lyonnais à domicile. Grâce à ses performances et aux absences de plusieurs défenseurs internationaux, il participe à son premier match international contre l'Autriche.

### Départ pour Chelsea

#### Première saison en Angleterre (janvier 2023- juin 2023)
Le 5 janvier 2023, il signe un contrat de sept ans et demi avec le club londonien du Chelsea FC. Le montant de son transfert s'élève à 38 millions d'euros. D'abord sur le banc, la nouvelle signature des Blues débutera son premier match face à Crystal Palace (1-0) en tant que titulaire à la suite de la méforme de certains cadres et contribuera à la victoire de Chelsea de par son jeu de passe. Sa prestation le reconduira vers une seconde place de titulaire consécutive face au rival historique Liverpool dans un match clé, les deux équipes devant rattraper leur retard au classement afin d'envisager une qualification en Coupe Européenne. Son sang froid face au pressing des Reds et son entente en défense avec la légende Thiago Silva impressionnera. Après une série noire de 10 matches consécutifs sans victoire en championnat, il marque son premier but avec les Blues lors de la victoire 3-1 sur le terrain de Bournemouth.
Il ne figure pas dans la liste des 25 joueurs du club retenus pour disputer la phase finale de la Ligue des champions. Il se blesse gravement aux ischios le 22 mai 2023 et doit mettre un terme prématuré à sa saison, saison pendant laquelle il aura participé à 11 matches avec les Blues.

#### Deuxième saison en Angleterre (saison 2023-2024)
De retour sur les terrains après sa grave blessure, le 1er novembre 2023, il marque un but lors du match de Coupe d'Angleterre face à Blackburn. C'est son deuxième but avec les Blues depuis sa signature. Son équipe signe notamment un clean sheet, couronnant son match abouti défensivement.
Il disputera 18 matchs en Premier League, dont 15 comme titulaire. Le club termine 6e et se sépare de son entraîneur, Mauricio Pochettino.
Benoît porte le numéro 5.

### Sélections

#### Equipe de France Espoirs
Il est appelé en renfort par le sélectionneur des Espoirs Sylvain Ripoll après le forfait de Dayot Upamecano, le 7 novembre 2020. Le 12 novembre 2020, il est titulaire en défense centrale pour le premier match de ce rassemblement contre les Espoirs du Liechteinstein. Lors de ce match, il provoque le but contre son camp de Roman Spirig à la 17ème minute sur corner. L'Equipe de France Espoirs s'impose 5-0. 
Il est retenu dans le groupe des Bleuets pour la phase de groupes de l'Euro 2021. Il est titulaire en défense centrale pour le premier match du groupe, mais son équipe perd contre le Danemark sur le score de 1-0. Après ne pas avoir participé au deuxième match de groupe contre la Russie, il est de nouveau titulaire lors du dernier match de groupe contre l'Islande. La France gagne 2-0 et se qualifie ainsi pour les quarts de finale de l'Euro 2021.
Le sélectionneur des Espoirs français Sylvain Ripoll le sélectionne pour disputer la phase finale de l'Euro Espoirs qui débute le 31 mai 2021 aux Pays-Bas, récompensant sa saison très aboutie avec Monaco.

#### Equipe de France
Il est appelé pour la première fois par le sélectionneur Didier Deschamps en septembre 2022, bénéficiant de l'absence de certains titulaires à ce poste. Il participe à ses deux premiers matchs internationaux en intégralité contre l'Autriche et le Danemark, matches comptant pour la Ligue des Nations.

## Statistiques
| Saison                | Club                  | Championnat           | Championnat | Championnat | Championnat | Coupe nationale | Coupe nationale | Coupe nationale | Coupe de la Ligue | Coupe de la Ligue | Coupe de la Ligue | Compétition(s) continentale(s) | Compétition(s) continentale(s) | Compétition(s) continentale(s) | Compétition(s) continentale(s) | Coupe du monde des clubs | Coupe du monde des clubs | Coupe du monde des clubs | Total | Total | Total |
| Saison                | Club                  | Division              | M.          | B.          | P.d.        | M.              | B.              | P.d.            | M.                | B.                | P.d.              | Comp.                          | M.                             | B.                             | P.d.                           | M.                       | B.                       | P.d.                     | M.    | B.    | P.d.  |
| 2018-2019             | AS Monaco             | Ligue 1               | 20          | 1           | 0           | 1               | 0               | 0               | 3                 | 0                 | 0                 | C1                             | 2                              | 0                              | 0                              | -                        | -                        | -                        | 26    | 1     | 0     |
| 2019-2020             | AS Monaco             | Ligue 1               | 16          | 0           | 0           | 2               | 0               | 0               | 2                 | 0                 | 0                 | -                              | -                              | -                              | -                              | -                        | -                        | -                        | 20    | 0     | 0     |
| 2020-2021             | AS Monaco             | Ligue 1               | 35          | 2           | 1           | 4               | 0               | 0               | -                 | -                 | -                 | -                              | -                              | -                              | -                              | -                        | -                        | -                        | 39    | 2     | 1     |
| 2021-2022             | AS Monaco             | Ligue 1               | 24          | 1           | 0           | -               | -               | -               | -                 | -                 | -                 | C1+C3                          | 4+6                            | 0                              | 0+1                            | -                        | -                        | -                        | 34    | 1     | 1     |
| 2022-2023             | AS Monaco             | Ligue 1               | 11          | 2           | 0           | -               | -               | -               | -                 | -                 | -                 | C1+C3                          | 0+5                            | 0                              | 0                              | -                        | -                        | -                        | 16    | 2     | 0     |
| Sous-total            | Sous-total            | Sous-total            | 106         | 6           | 1           | 7               | 0               | 0               | 5                 | 0                 | 0                 | -                              | 17                             | 0                              | 1                              | -                        | -                        | -                        | 135   | 6     | 2     |
| 2022-2023             | Chelsea FC            | Premier League        | 11          | 1           | 0           | -               | -               | -               | -                 | -                 | -                 | C1                             | -                              | -                              | -                              | -                        | -                        | -                        | 11    | 1     | 0     |
| 2023-2024             | Chelsea FC            | Premier League        | 18          | 0           | 1           | 2               | 0               | 0               | 2                 | 1                 | 0                 | -                              | -                              | -                              | -                              | -                        | -                        | -                        | 22    | 1     | 1     |
| 2024-2025             | Chelsea FC            | Premier League        | 5           | 0           | 0           | -               | -               | -               | 2                 | 0                 | 0                 | C4                             | 13                             | 0                              | 0                              | 2                        | 0                        | 0                        | 22    | 0     | 0     |
| Sous-total            | Sous-total            | Sous-total            | 34          | 1           | 1           | 2               | 0               | 0               | 4                 | 1                 | 0                 | -                              | 13                             | 0                              | 0                              | 2                        | 0                        | 0                        | 55    | 2     | 1     |
| Total sur la carrière | Total sur la carrière | Total sur la carrière | 140         | 7           | 2           | 9               | 0               | 0               | 9                 | 1                 | 0                 | -                              | 30                             | 0                              | 1                              | 2                        | 0                        | 0                        | 190   | 8     | 3     |

### En sélection nationale
| Saison                | Sélection             | Phases finales        | Phases finales | Phases finales | Phases finales | Éliminatoires | Éliminatoires | Éliminatoires | Ligue des nations | Ligue des nations | Ligue des nations | Matchs amicaux | Matchs amicaux | Matchs amicaux | Total | Total | Total |
| Saison                | Sélection             | Compétition           | M              | B              | Pd             | M             | B             | Pd            | M                 | B                 | Pd                | M              | B              | Pd             | M     | B     | Pd    |
| --------------------- | --------------------- | --------------------- | -------------- | -------------- | -------------- | ------------- | ------------- | ------------- | ----------------- | ----------------- | ----------------- | -------------- | -------------- | -------------- | ----- | ----- | ----- |
| 2022-2023             | France                | -                     | -              | -              | -              | -             | -             | -             | 2                 | 0                 | 0                 | -              | -              | -              | 2     | 0     | 0     |
| Total sur la carrière | Total sur la carrière | Total sur la carrière | -              | -              | -              | -             | -             | -             | 2                 | 0                 | 0                 | -              | -              | -              | 2     | 0     | 0     |

### Liste des matchs internationaux
| Matchs internationaux de Benoît Badiashile | Matchs internationaux de Benoît Badiashile | Matchs internationaux de Benoît Badiashile | Matchs internationaux de Benoît Badiashile | Matchs internationaux de Benoît Badiashile | Matchs internationaux de Benoît Badiashile | Matchs internationaux de Benoît Badiashile |
|                                            | Date                                       | Lieu                                       | Adversaire                                 | Résultat                                   | Compétition                                | Notes                                      |
| ------------------------------------------ | ------------------------------------------ | ------------------------------------------ | ------------------------------------------ | ------------------------------------------ | ------------------------------------------ | ------------------------------------------ |
| 1.                                         | 22 septembre 2022                          | Stade de France, Saint-Denis, France       | Autriche                                   | 2 - 0                                      | Ligue des nations 2022-2023                | Titulaire.                                 |
| 2.                                         | 25 septembre 2022                          | Parken Stadium, Copenhague, Danemark       | Danemark                                   | 2 - 0                                      | Ligue des nations 2022-2023                | Titulaire.                                 |

## Palmarès

### En club
Formé à l'AS Monaco, Benoît Badiashile est finaliste de la Coupe de France en 2021.
Il remporte le premier titre de sa carrière avec Chelsea, en étant titulaire en finale de Ligue Conférence 2025 contre le Bétis Séville.
| AS Monaco                            | Chelsea (2)                                                                          |
| ------------------------------------ | ------------------------------------------------------------------------------------ |
| - Coupe de France - Finaliste : 2021 | - Ligue Conférence - Vainqueur : 2025 - Coupe du monde des clubs - Vainqueur : 2025. |

## Médias
Il fait partie des trois jeunes joueurs sous les projecteurs de l'émission Les Pépites de Téléfoot, lors de la saison 1, avec Adil Aouchiche et Bryan Mbeumo, visant à présenter le quotidien des jeunes footballeurs tout au long d'une saison.